# Cape Palmas
Koordinaten: 4° 22′ 34″ N, 7° 43′ 1″ W
Das Cape Palmas oder Kap Palmas ist ein Kap in Liberia im äußersten Südwesten Westafrikas. Es besteht aus einer kleinen, felsigen Halbinsel und ist über einen schmalen Landstreifen (Isthmus) mit dem Festland verbunden.

## Lage
Am Cape Palmas liegt die Stadt Harper. Häufig wird auch die gesamte Region Maryland als Cape Palmas bezeichnet. Direkt westlich des Kaps befindet sich die Mündung des Hoffman River. Ca. 21 km östlich liegt die Grenze zwischen Liberia und der Elfenbeinküste, die durch den Cavalla River gebildet wird. Das Kap begrenzt den Golf von Guinea im Norden.
Auf der Halbinsel steht das Cape Palmas Lighthouse, ein ehemaliger Leuchtturm, der vor den zahlreichen Untiefen in den Gewässern warnte und jetzt als beliebter Aussichtsturm benutzt wird.
Die vorgelagerte winzige Insel Russwurm Island ist ein nackter, an der höchsten Stelle kaum 10 Meter aus dem Meer aufragender Felsen auf der Südostseite von Cape Palmas.

## Geschichte

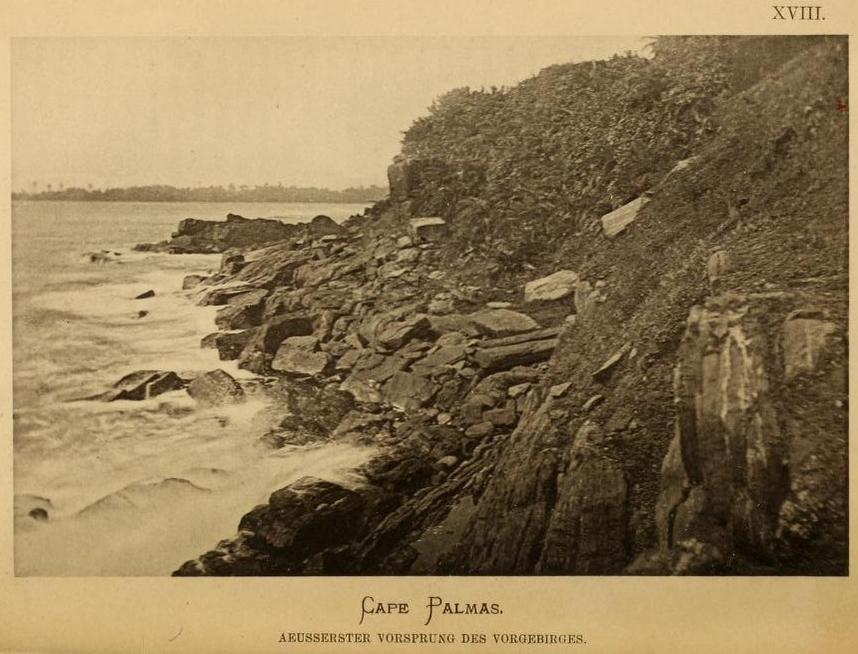
Cape Palmas (1890)

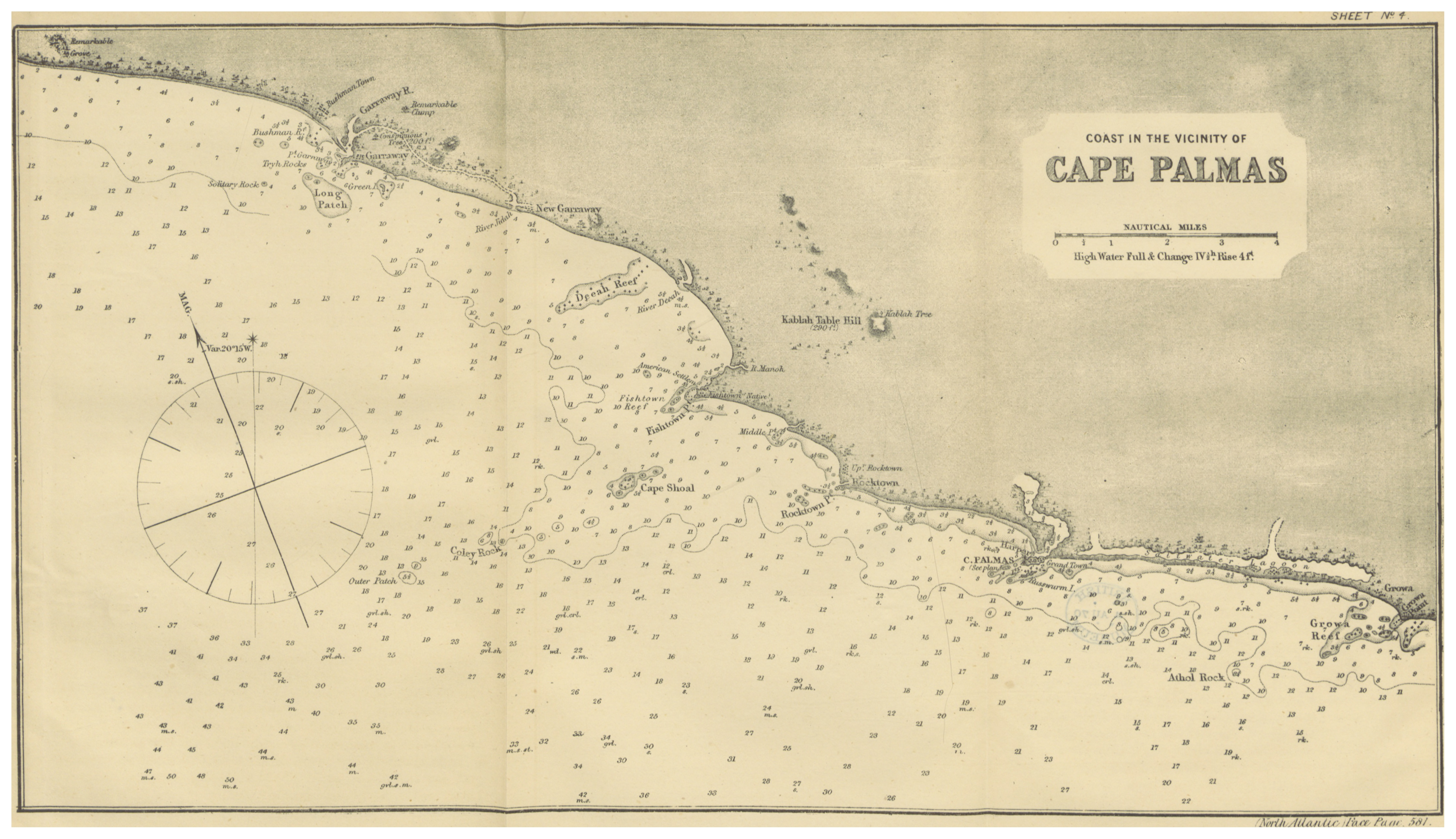
Britische Seekarte CAPE PALMAS (1869)

Der erste Europäer, der das Cape Palmas zu Gesicht bekam, war 1458 der portugiesische Entdecker Diogo Gomes. Er bereiste im Auftrag Heinrichs des Seefahrers die afrikanische Westküste. Als er an den Punkt kam, von dem die Küste nach Osten abzweigt, nannte er diesen Punkt Cabo das Palmas, was auf Englisch Cape of the Palms heißt und sich zu dem heutigen Namen entwickelte. Der anliegende Fluss hieß zuerst ebenfalls Rio das Palmas und wurde erst später in Hoffman River umbenannt.